# Заря (Костромская область)
Заря — деревня в Ореховском сельском поселении Галичского района Костромской области России.

## География
Деревня расположена на берегу реки Вёкса.

## История
До муниципальной реформы 2010 года деревня также входила в состав Ореховского сельского поселения.